# Denise Stefanie
Denise Stefanie González (Tijuana, Baja California, 19 de junio de 1988) es una cantautora, modelo y actriz mexicana-estadounidense.

## Primeros años
González nació el 19 de junio de 1988 en Tijuana, México, sin embargo, creció en Hemet, California, (Estados Unidos). Su padre es arquitecto y su madre escultora de bronce. Es la mediana de tres hermanos, con una hermana mayor y un hermano pequeño.
González empezó a cantar en público muy joven, y su primera actuación ante un público fue a los cinco años, cantando el himno nacional en el estadio de béisbol de Lake Elsinore Storm.
Asistió al San Jacinto Community College, donde estudió música a los nueve años.
A los once años, González fue invitada a una audición nacional abierta para un nuevo musical basado en la vida de la fallecida cantante tejana Selena Quintanilla, Selena Forever. Entre los muchos aspirantes, González fue elegida como la "joven Selena" protagonista y apareció en el programa de televisión español Cristina, de Univisión, para hacer el anuncio oficial. González y su madre se trasladaron a San Antonio, Texas, donde comenzaron los ensayos para la gira nacional del musical. El 21 de marzo de 2000, el espectáculo se estrenó y comenzó su gira por 30 ciudades de Estados Unidos.
Durante la gira, González fue invitada a cantar a capela el "Ave María" de Schubert en los Tejano Music Awards del año 2000 en San Antonio en el famoso Alamodome, donde recibió elogios nacionales por su actuación de medios como Los Angeles Times y la revista Billboard.

## Carrera
Después de una carrera de seis meses, González regresó a California, donde continuó sus estudios musicales y le ofrecieron una beca para asistir a uno de los conservatorios de música más renombrados de América Latina, Conservatorio de las Rosas en Morelia, Michoacán. Tras completar sus cursos de verano, regresó a California y comenzó a abrir espectáculos por todo el estado para artistas conocidos, como la Glenn Miller Orchestra, Martha and the Vandellas, Chaka Kahn y Herb Jeffries.
Jeffries se convirtió pronto en el mentor de González y la introdujo en el mundo del jazz; grabó su disco en solitario a los 12 años. Comenzó a cantar en festivales de jazz como el Sweet and Hot y el Idyllwild Jazz Festival. 
Le ofrecieron una beca completa en la Idyllwild Arts Academy como estudiante a tiempo completo. Poco después de comenzar sus estudios en el internado artístico, le ofrecieron el papel protagonista y cantante de Zoë, en la producción del Cirque du Soleil de Quidam. En enero de 2002, González y su madre viajaron a Montreal, Quebec, Canadá para comenzar su entrenamiento para el espectáculo. En marzo de 2002, llegó a Miami y se integró en el espectáculo en directo. Siguió actuando y viajando con el programa por Estados Unidos y Japón hasta julio de 2003.
González regresó y se trasladó a Los Ángeles, California. Ingresó en un instituto público, donde terminó sus estudios, y solicitó plaza en la universidad, donde fue aceptada en la Pepperdine University en la especialidad de música.
Tras completar su primer año, le ofrecieron el papel de cantante en la producción del Cirque du Soleil Corteo'. Trabajó en el espectáculo hasta diciembre de 2007.
En 2009 González fue elegida para ser el rostro y la voz de la campaña nacional hispana de 7Up, Sevenisima. Grabó un anuncio publicitario y un vídeo musical de tres minutos de duración. También viajó por todo Estados Unidos realizando actos promocionales en la televisión hispana Telemundo y en emisoras de radio hispanas.
González trabajó en un álbum con el afamado productor mexicano Gustavo Farías, aunque nunca fue publicado.
En 2010 fue invitada a participar en el proyecto de City of Hope, La Gota de la Vida, junto a otros artistas latinos como Gloria Estefan, Plácido Domingo, Enrique Iglesias y Diego Verdaguer.
En 2011, González modeló para varias campañas en México y fue portada de tres revistas nacionales.
Fue puesta en contacto con Neil Damy, fundador del grupo de pop mexicano MUHU, que estaba en busca de un nuevo vocalista. En octubre de 2011 González se unió a MUHU como telonera de Julieta Venegas en el Estadio Benito Juárez de Guadalajara.
En noviembre de 2011, González fue contactado de nuevo por el Cirque du Soleil, esta vez para el papel como cantante principal en su producción, Alegria, En diciembre de 2011, González se encontraba en Lisboa, Portugal, integrándose en el espectáculo como cantante blanco y negro, alternándose en cada función. El breve contrato llegó a su fin en marzo de 2012.
De vuelta de Alegría, González empezó a trabajar con MUHU en su segundo álbum de estudio. Colaboró en el álbum no solo cantando, sino también coproduciendo y coescribiendo.  El álbum fue lanzado en 2013.
En 2019, interpretó el papel de cantante principal en el espectáculo de eventos VITORI del Cirque du Soleil en Malta. Era la primera vez que la compañía actuaba en ese país, lo que convirtió a González en la primera cantante del Cirque du Soleil en actuar allí. 
En 2020 interpreta el tema inicial en Maya de la serie animada mexicana Onyx Equinox, donde trabajó nuevamente de la mano de Gustavo Farías.

## Discografía
| Nombre del álbum | Productor                        | Año  | Género | Estado    |
| ---------------- | -------------------------------- | ---- | ------ | --------- |
| Denise           | Alfonso González & Herb Jeffries | 2000 | Jazz   | Publicado |
| Denise           | Gustavo Farias                   | 2009 | Pop    | Publicado |
| "HOY" (single)   | Muhu/No Mas Mellow Productions   | 2012 | Pop    | Publicado |
| Dirás Que Sí     | Muhu/No Mas Mellow Productions   | 2013 | Pop    | Publicado |
| LA LA LU         | Denise Stefanie & Mike Eckart    | 2017 | Pop    | Publicado |

## Colaboraciones
| Título               | Artista       | Año  |
| -------------------- | ------------- | ---- |
| "Summertime"         | Herb Jeffries | 2000 |
| "Nuestor Amor"       | Akwid         | 2010 |
| "La Gota de la Vida" | Varios        | 2010 |
| "Ba Man"             | 2 Beat Band   | 2010 |